# 大冬瓜 (電影)
《大冬瓜》是香港一部粵語長片，於1958年上映，故事改編自中國童話，背景是民國初年，主角發現田中長出一個巨大無比的冬瓜。故事有著「人要自食其力，不可貪圖不勞而獲」的寓意。其後這個故事也被改編成電視劇。

## 故事大綱
趙得福、趙得祿兄弟二人，兄長趙得福天生傻頭傻腦；弟弟趙得祿則勤奮正直。趙得福在貪心的妻子唆擺下，將祖業分家，並吞沒大部分家財，而趙得祿與妻子祗分得一塊在馬騮山的瘦田。有一天，趙得祿發現田中突然長出一巨大無比的冬瓜。山中猴王為要奪得冬瓜，以神鑼作交換。
趙得祿得鑼仙教導，利用神鑼變出農具，由此，夫婦二人生活得以改善。趙得祿更不念舊惡，把神鑼贈給不事生產,，飽食終日的兄嫂。趙得福十分感動，決定跟隨弟弟耕種過活。而大嫂卻因太貪心，結果被神鑼變出的金銀活埋。

## 演員
- 張　瑛 飾 趙得祿
- 羅艷卿 飾 得祿妻
- 李　清 飾 趙得福
- 鳳凰女 飾 得福妻
- 陳好逑 飾 鑼仙
- 高魯泉 飾 通天曉
- 檸　檬 飾 莊二公
- 李鵬飛 飾 陳大亨
- 吳　回 飾 部長
- 林　甦 飾 經理
- 馬笑英 飾 陳太太
- 張　浩 飾 主席
- 曾楚霖 飾 會長
- 許瑩英
- 林魯岳
- 朱由高
- 馮惠文
- 黎　雯
- 王　克
- 高　超
- 湯劍廷
- 羅　蘭

## 外部連結
- 香港影庫上《大冬瓜》的資料（繁體中文）
- 时光网上《大冬瓜》的資料（简体中文）
- 豆瓣电影上《大冬瓜》的資料 （简体中文）
- 互联网电影数据库（IMDb）上《大冬瓜》的资料（英文）